# Serialisme
Serialisme eller seriel teknik er et musikbegreb som bruges om en kompositionsteknik der bruger rækker og variationer af disse rækker for at bestemme de musikalske elementer i kompositionen.
Serialismens oprindelse kobles ofte sammen med tolvtoneteknikken som bruger de tolv toner i den kromatiske skala til at frembringe en tonerække der så bliver til grundlaget for en kompositions melodi og harmonik. En udvidelse af denne teknik gør at alle musikalske elementer, parametre, som tonelængde og -højde , register, dynamik og klangfarve kan organiseres i rækker på flere eller færre end tolv toner.
Vigtige "serielle" komponister som Arnold Schoenberg, Anton Webern, Alban Berg, Karlheinz Stockhausen, Pierre Boulez, Luigi Nono og Jean Barraqué gik alle gennem tidsperioder i deres komponistkarriere hvor de til en vis grad brugte denne serielle teknik.
Andre komponister som Béla Bartók, Luciano Berio, Benjamin Britten, Aaron Copland, Arvo Pärt, Walter Piston, Alfred Schnittke, Dmitrij Sjostakovitj, Igor Stravinskij – og til og med enkelte komponister inden for jazzgenren som Yusef Lateef og Bill Evans – brugte kun serialisme i enkelte værker eller dele af disse.